# Pseudoperomyia
Pseudoperomyia är ett släkte av tvåvingar. Pseudoperomyia ingår i familjen gallmyggor.

## Dottertaxa tillPseudoperomyia, i alfabetisk ordning[1]
- Pseudoperomyia acutistyla
- Pseudoperomyia bidentata
- Pseudoperomyia bispinata
- Pseudoperomyia bryomyoides
- Pseudoperomyia composita
- Pseudoperomyia fagiphila
- Pseudoperomyia furcillata
- Pseudoperomyia gemina
- Pseudoperomyia hondoensis
- Pseudoperomyia humilis
- Pseudoperomyia intermedia
- Pseudoperomyia japonica
- Pseudoperomyia labellata
- Pseudoperomyia longicornis
- Pseudoperomyia longidentata
- Pseudoperomyia macrostyla
- Pseudoperomyia obtecta
- Pseudoperomyia obtusidentata
- Pseudoperomyia oculibunda
- Pseudoperomyia orophila
- Pseudoperomyia parvolobata
- Pseudoperomyia platistyla
- Pseudoperomyia platystyla
- Pseudoperomyia polyardioides
- Pseudoperomyia psittacephala
- Pseudoperomyia pyramidata
- Pseudoperomyia trispinata
- Pseudoperomyia variabilis
- Pseudoperomyia velata
- Pseudoperomyia ventricosa